# Broken Youth
"Broken Youth" é o terceiro single da banda japonesa Nico Touches the Walls, lançado em 13 de agosto de 2008. A canção também é o encerramento da terceira temporada do anime Naruto Shippuden. Foi produzido por Hajime Okano.

## Recepção
A música alcançou a posição de número 35 nas paradas Oricon Singles Chart no Japão.

## Faixas
| N.º            | Título                   | Duração |  |
| 1.             | "Broken Youth"           | 4:54    |  |
| 2.             | "Natsu no yuki" (夏の雪) | 4:49    |  |
| 3.             | "GUERNICA"               | 9:46    |  |
| Duração total: | Duração total:           | 19:30   |  |

## Músicos
- Tatsuya Mitsumura (光村龍哉) – vocais, guitarra
- Daisuke Furumura (古村大介) – guitarra
- Shingo Sakakura (坂倉心悟) – baixo
- Shotaro Tsushima (対馬祥太郎) – bateria